# Anuário Pontifício
O Anuário Pontifício (em italiano:  Annuario Pontificio), precedido desde 1716 de várias publicações, passou a sair desde 1940 com a atual organização, sob a responsabilidade da Secretaria de Estado do Vaticano, quando anualmente é apresentado ao Papa, pelo Secretário de Estado do Vaticano. 

## História
O periódico é uma continuação de diversas publicações que com diferentes nomes e desde o século XVIII tem facilitado esta mesma informação de maneira oficiosa, semioficial ou oficial. Assim, entre 1716 e 1859, ainda que com algumas interrupções, se publicou de forma totalmente extra-oficial um registro titulado Informazioni per l'Anno..
Vem sido publicado anualmente com a denominação: Anuário Pontifício, em italiano, desde 1912, pela Libreria Editrice Vaticana.

## Temática
O Anuário contém informações sobre os cardeais, dioceses, bispos, dicastérios e organismos da cúria romana; representações diplomáticas do e no Vaticano, institutos religiosos e instituições culturais dependentes da Santa Sé. É elaborado pelo Departamento Central de Estatísticas da Igreja.